# Jaroslav Igor Vilímek
Kpt. Jaroslav Igor Vilímek (2. května 1890, Lysá nad Labem, Rakousko-Uhersko – 23. června 1917 Zborov, Ruské impérium) byl český vlastenec, starodružiník.

## Život

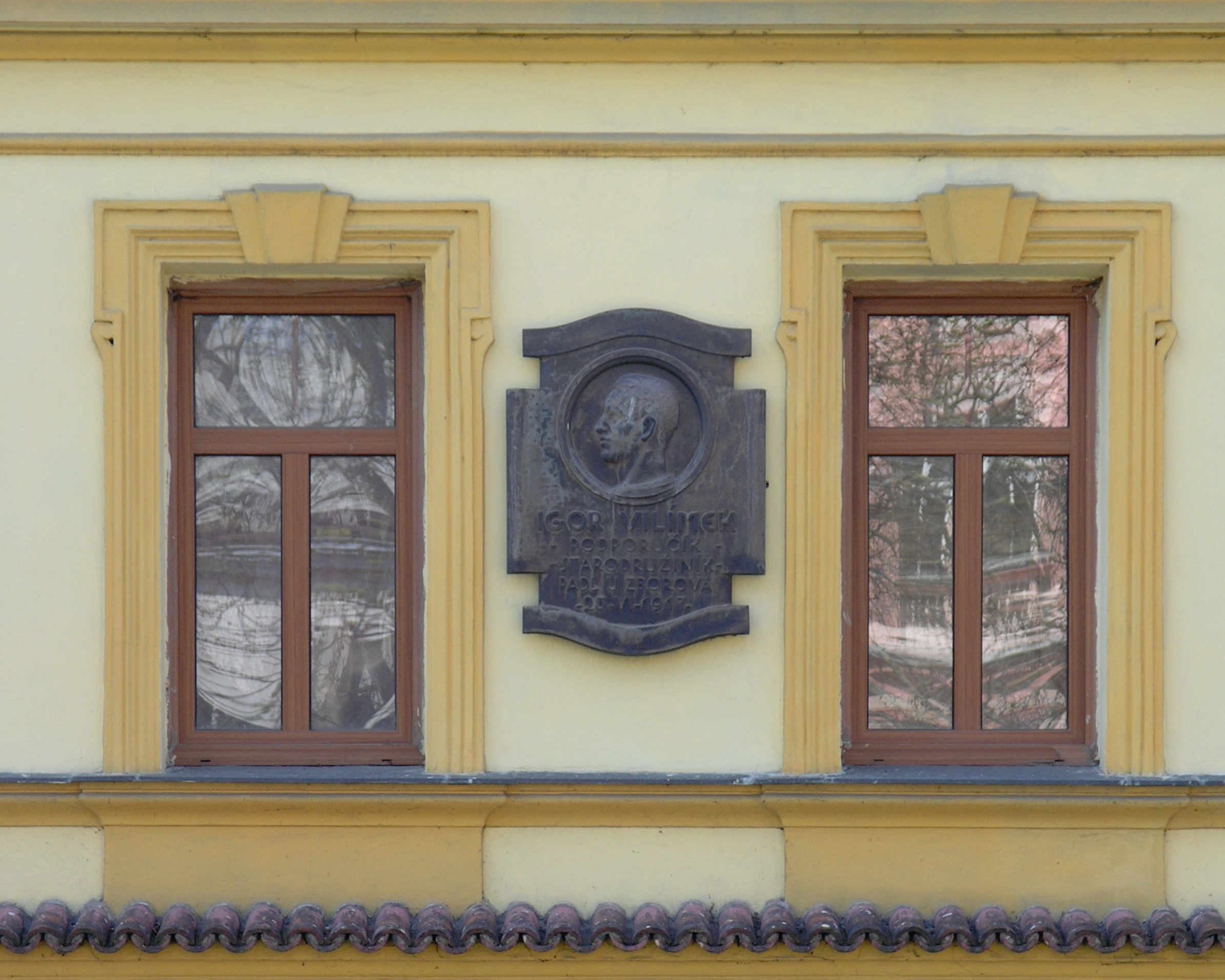
Lysa nad Labem - namesti Bedricha Hrozneho 9, pamětní deska Igora Vilimeka

Narodil se 2. května 1890 v Lysá nad Labem. V civilním životě byl úředníkem, cvičitelem Sokola, amatérský herec divadla Tyl. Do Ruska odešel jako dobrovolník, kde přijal jméno Igor. Po vypuknutí první světové války 30. července 1914 vyhlásila Ruská vláda mobilizaci. Již v srpnu 1914 vznikla v rámci Carské armády tzv. Česká družina, jejímž členem se stal již 29. srpna 1914. Později byli její členové označováni jako starodružiníci. Družina byla 2. února 1916 přetvořena na Československý střelecký pluk Sv. Václava pod velením plukovníka Václava Platonoviče Trojanova a následně 19. května 1916 na Československou střeleckou brigádu, ve které povýšil na podporučíka. Podlehl zranění z boje v předvečer bitvy u Zborova[zdroj⁠?!] 23. června 1917. Pohřben byl 24. června 1917 na hřbitově v Ozerné v hrobě číslo 1991. V roce 1927 byly jeho ostatky přeneseny a uloženy v samostatném hrobě v Kalinivce. Povýšen in memoriam 21. července 1923 z poručíka a podporučíka ruské legie na kapitána s platností od 23. června 1917.
Na rodném domě čp.183 v Lysé nad Labem má dnes Igor Vilímek umístěnu pamětní desku. Před likvidací za dob socialismu ji zachránila Dr.Kořínková a ukryla v muzeu. Zásluhou Klubu „D“ byla deska umístěna zpět.